# Stazione di Namba

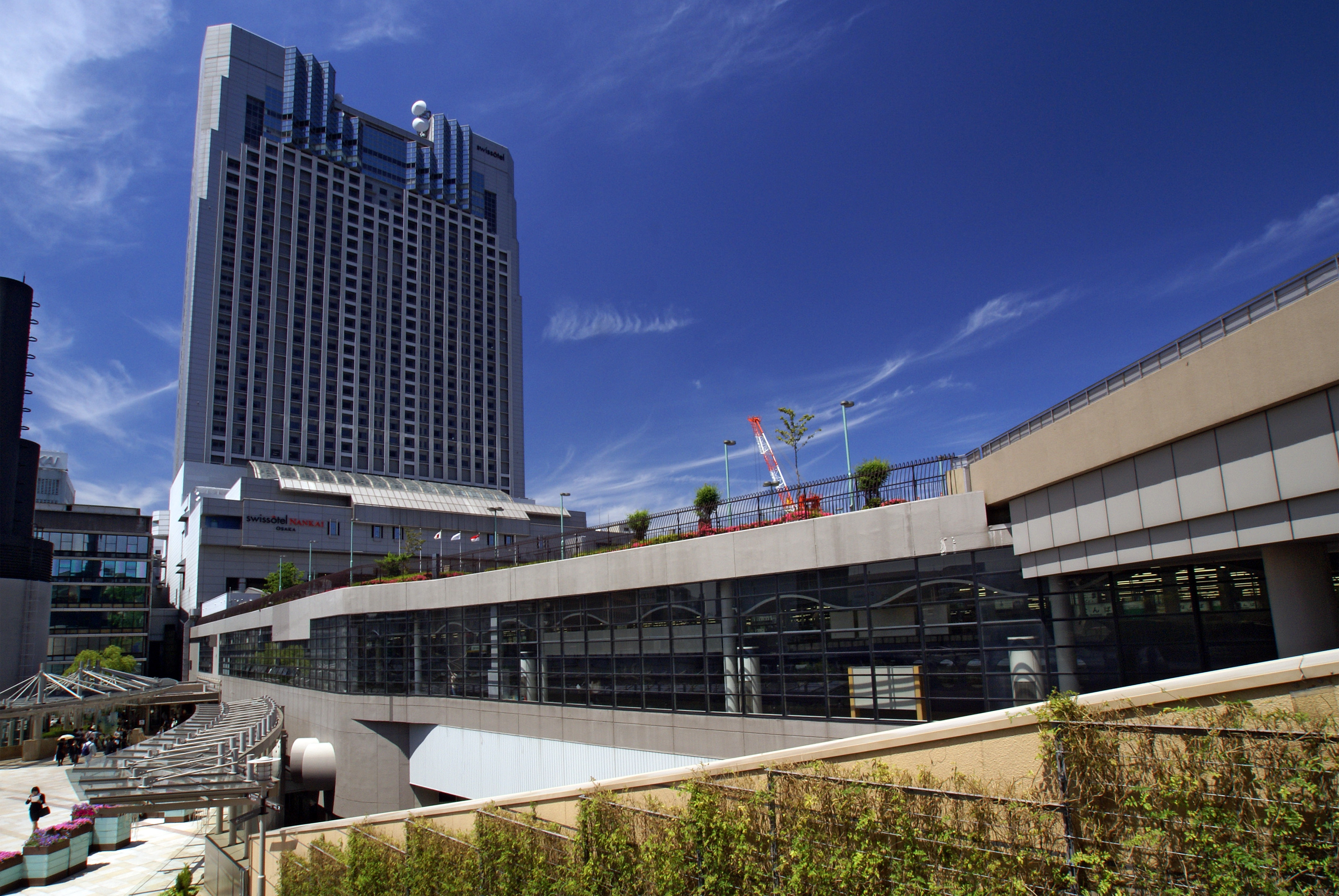
Veduta d'insieme

La stazione di Namba (なんば駅?, Nanba-eki) serve tre linee della metropolitana di Osaka ed è l'hub principale delle Ferrovie Nankai. È situata nel centrale quartiere di Namba a Osaka, in Giappone. Namba è il principale snodo di trasporto nell'area sud della città. La stazione serva le linee Midosuji, Yotsubashi e Sennichimae della metropolitana. Nei pressi, collegate tramite la galleria sotterranea Namba Walk, si trova la stazione di Ōsaka Namba, che serve le Ferrovie Kintetsu e Hanshin, e la stazione di Namba JR della JR West.